# 青春気流
「青春気流」（せいしゅんきりゅう）は、1979年4月1日に発売された榊原郁恵の11枚目のシングル楽曲。

## 解説
- 初夏に向けて明るいタッチで描かれた曲で、グリコのアイスクリームのCMソングとして使用された。オリコンチャート最高21位、総売り上げ約7.1万枚でスマッシュヒットとなった[1] 。

## 収録曲
- 全曲作詞：三浦徳子／作・編曲：馬飼野康二

1. 青春気流 (3分7秒)
2. 自由の女神 (3分36秒)

## タイアップ
- CM - グリコ・アイスクリーム「いちごフロート／クルール」（本人出演）